# Nicola Fairbrother
Nicola Fairbrother, född den 14 maj 1970 i Henley-on-Thames, Storbritannien, är en brittisk judoutövare.
Hon tog OS-silver i damernas lättvikt i samband med de olympiska judotävlingarna 1992 i Barcelona.